# 以台灣為名申請參加2020年東京奧運公投案
以台灣為名申請參加2020年東京奧運公投案（即中華民國全國性公民投票案第13案）是由中华民国总统府国策顾问、前田径运动员纪政发起的公民投票案，旨在通过公投，推動中华奥林匹克委员会與中華民國政府向國際奧會申請，使其代表團能從原用的「中華臺北」名稱更改為「臺灣」，並以此參加2020年東京奧運、以及所有的國際體育賽事。2018年9月公投成案后，列为編號第13案全國性公民投票案，于11月24日與地方公职人员选举一同舉行。当日共有1140万人投票，同意得票476万、占45.2%，不同意得票577万、占54.8%，公投结果否决提案。

## 背景

根据中华奥会和国际奥委会签订的《洛桑协议》，中华奥会以梅花旗作为会旗

1949年中华人民共和国成立前，中华民国奥林匹克运动会代表团以“中国”作为奥运会入场队名无争议。而因中华人民共和国成立，从1952年赫尔辛基奥运会起，中华民国即为名称与定位而争纷不休，经历二十几年长期且激烈的争执与纷扰。中华民国奥林匹克运动会代表团曾先后以“福尔摩沙—中国”、“福尔摩沙”、“台湾”或是“中华民国”的名义，并以中华民国国旗为旗帜参与比赛。1976年蒙特利尔奥运会上，加拿大政府要求中华奥会代表团以“台灣”而非“中华民国”名称參賽，中華民國政府拒絕，中华奥会最终退出该届奥运。
为了避免蒙特利尔奥运会的事件重演，中华奥会主席沈家铭与国际奥委会主席萨马兰奇于1981年3月23日在洛桑国际奥委会总部，签订了《国际奥会与中华台北奥会协议书》，即《洛桑协议》。根据两会的协议，中华民国参加奥运会的名称确定为“中华台北”（Chinese Taipei Olympic Committee）。而后，“中华台北”除了被用于国际体育赛事，中华民国也使用此称呼参加如亚太经合组织、世界卫生大会等国际组织或会议。但“中华台北”的名称被部分人士认为有矮化中华民国主权之嫌，并致力于推动以“中华民国”或“台湾”的名义参与国际事务。
2016年里約奧運會結束後，台灣獨派團體爭取以「台灣」名義參加國際體育賽事的呼聲也日趨增加。里約奧運會後緊接的下一屆夏季奧運會在日本東京舉辦，儘管日本受制於一個中國政策與中華民國斷交，台日雙方依舊在經濟、貿易、文化等各層面有緊密交流。旅居美國的中國大陸異見作家曹長青認為，日本首相安倍晉三和東京都知事小池百合子都是親台人士，而日本人對台灣印象也較好，在2020年東京奧運即將舉辦之時爭取以「台灣」名義參賽，成功率相當高。台灣部分團體爭取正名也得到了日本一些民間團體及網民的支持，部分日本民間團體曾於2016年10月舉行集會，呼籲日本民眾支持台灣正名，而日本也有部分網民於2016年發起連署，支持中華民國以「台灣」名義參賽，截至2017年1月已獲得超過6萬人響應。2017年8月，第29屆夏季世界大學運動會在台北市舉辦，由於台灣作為主辦地使用不同的名義舉辦賽事，台灣正名議題開始在民間受到越來越多的關注。
2017年12月《公民投票法》进行修法，从提案人人数、联署人人数、通过票数、投票人年龄等多方面降低了公民投票的门槛，从制度上为东京奥运正名等议题诉诸公民投票提供了便利。

## 公投案主文

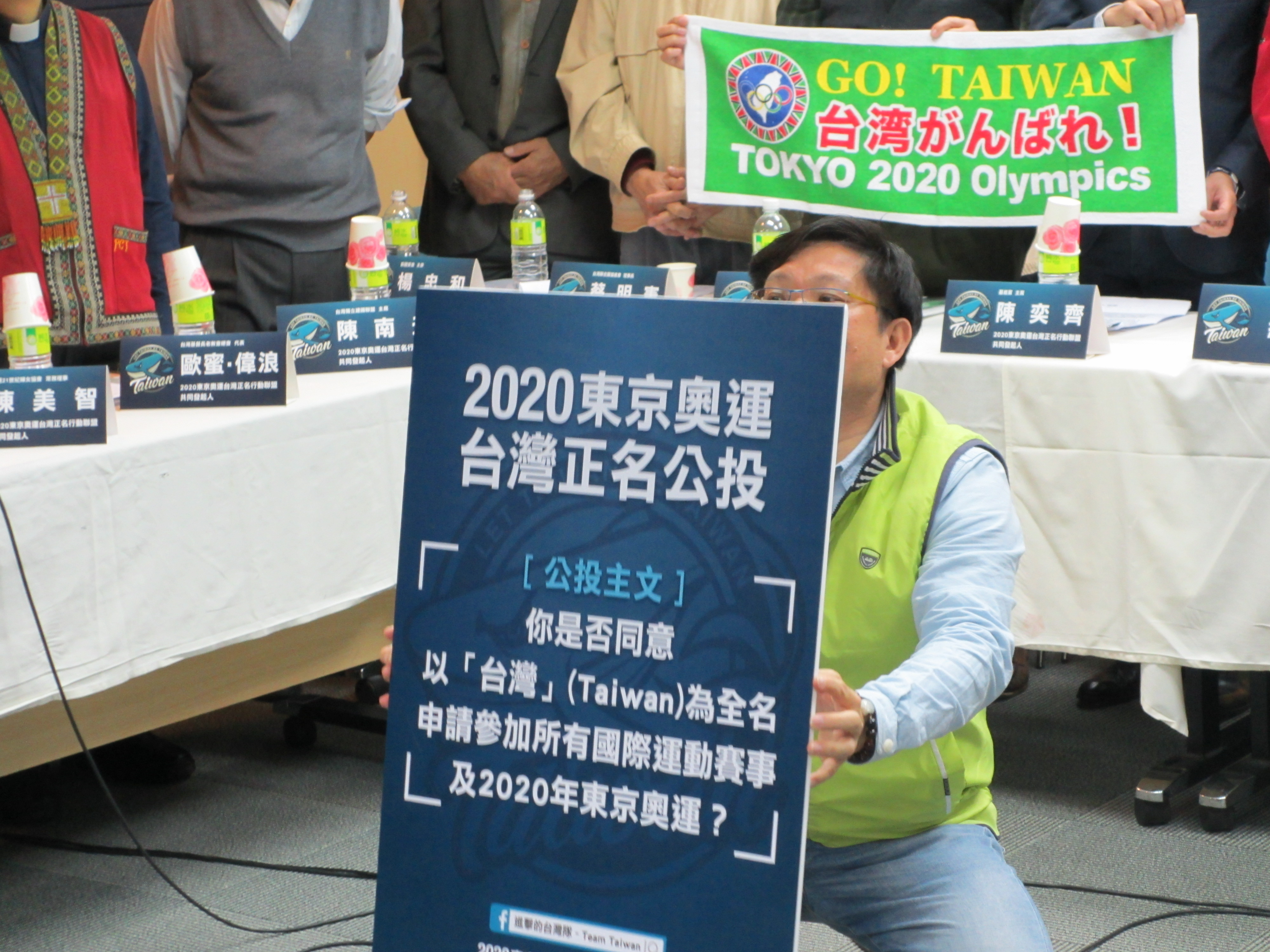
2020東京奧運台灣正名行動聯盟向媒體宣傳該投票，其中一人手舉主文

| “ | 你是否同意，以「台灣」（Taiwan）為全名申請參加所有國際運動賽事及2020年東京奧運？ | ” |

## 意见发表会
中央选举委员会为了宣导公投，让选民在投票前了解各提案的正反方意见，为每个公投案转播了5场意见发表会。东京奥运正名公投的5场意见发表会皆无反方参加，是唯一没有反方意见的。
2018年11月4日，东京奥运正名公投的第一场意见发表会，正方代表2020東京奧運台灣正名行動聯盟顧問朱孟庠（前新國家連線台北市議員候選人）说：“只有第13案的東奧公投沒有反方。長期以來，他們（反方）沒有憑據、沒有論述，只憑著漫天謊言瞎扯。今天面對歷史，不敢出來辯論，怕留下歷史影像，丟人現眼。”

## 經過
2018年1月15日，「2020東京奧運台灣正名行動聯盟」正式發起「2020東京奧運台灣正名公投」的提案，前田徑選手紀政受「2020東京奧運台灣正名行動小組」邀請，擔任該公投提案的領銜人。提案發起後，行動小組共募集到4488份提案書，遠超《公民投票法》所規定的門檻。2月5日，提案書被送至中選會，提案流程正式開始。中選會審查通過後，提案於4月3日正式進入聯署階段。
2018年9月3日，行動小組將連署書送交中選會，9月7日函請戶政機關查對。10月8日公布查對結果，並於10月9日公告成案。投票定於11月24日舉行。
| 連署人人數 | 符合規定人數 （百分比） | 不符規定人數 （百分比） | 結果     |
| ---------- | ----------------------- | ----------------------- | -------- |
| 515,959    | 429,395 （83.2%）       | 86,564 （16.8%）        | 通過成案 |

|          |            | 票數                           | %                              | 占選舉人數％                   |
| -------- | ---------- | ------------------------------ | ------------------------------ | ------------------------------ |
| 選舉人數 | 選舉人數   | 19,757,067                     | 100.00                         | 100.00                         |
| 門檻票數 | 門檻票數   | 4,939,267                      | 25.00                          | 25.00                          |
|          | 同意票數   | 4,763,086                      | 45.20                          | 24.11                          |
|          | 不同意票數 | 5,774,556                      | 54.80                          | 29.23                          |
| 有效票數 | 有效票數   | 10,537,642                     | 95.43                          | 53.34                          |
| 無效票數 | 無效票數   | 505,153                        | 4.57                           | 2.56                           |
| 總投票數 | 總投票數   | 11,042,795                     | 100.00                         | 55.89                          |
| 結果     | 結果       | 否決（同意票數小於不同意票數） | 否決（同意票數小於不同意票數） | 否決（同意票數小於不同意票數） |

其中，同意票多於不同意票的行政區包括：臺南市（52.73%）、嘉義縣（51.59%）、屏東縣（50.46%）、宜蘭縣（50.41%）。

## 各方反应

### 台灣
- 民主进步党：民進黨立法委員林俊憲辦公室主任兼民进党全国党代表蔡筱薇原计划在2018年7月15日全国党代表大会提案，为了台湾正名，从2020年的东京奥运会开始以“台湾队”名义参加所有国际赛事；但这项提案于全国党代表大会召开前的7月12日撤案。[22]
- 中国国民党：国民党台北市长候选人丁守中表示，他不认同对岸的打压，但国际体育赛事必须遵循相关规范；民进党单方面公投改名「只是自己爽」，反而害努力的选手在国际间走不通，更让大型赛事没有办法在台湾举办。他同时还说，因为意识形态，搞正名、搞建国、搞统独争议，浪费太多时间，阻碍进步与国家发展。[23]
- 行政院院长赖清德表示，为了保护运动员的参赛权，尽管“很多人不满意”，但仍然会以“中华台北”名义参加东京奥运会，政府对于民间发起东奥正名公投抱尊重态度。[24]
- 2018年7月28日，行政院发言人谷辣斯·尤达卡表示，各项公投的主题都是人民意见的展现，蔡英文政府乐见公民力量的展现，也希望让人民的声音可以呈现。[2]
- 2018年3月，外交部非政府組織國際事務會副執行長張秀禎在東奧正名公投聽證會上称，如果东奥正名公投案通過，外交部確實有疑慮，可能會牴觸《洛桑協議》，導致中華奧會及相關機關無法執行[25]。
- 2018年5月1日，現役排球選手黃培閎應島國前進邀請到台中市民廣場街頭短講，分享代表國家比賽時在國外發生的一些小故事，聲援2020東京奧運台灣隊正名連署活動。
- 2018年8月16日，台灣獨立建國聯盟副主席兼2020東京奧運台灣正名行動小組召集人沈清楷指控，民進黨全代會「參與支持東奧正名」提案被提案人自行撤銷，撤案原因是民進黨中央黨部施壓。沈清楷說，台灣社會都在幫著中國打壓東奧正名公投，台灣人好像進入集體斯德哥爾摩症候群[26]。
- 2018年8月27日，台北市市长柯文哲在上班途中被獨派青年羅宜（之後出任公投護台灣聯盟執行長）尾随，男子高喊“柯市长，请你签东奥正名公投联署书”。随后柯文哲接受媒体聯訪時表示，他很不喜欢用暴力胁迫或叫嚣的方式要求别人表达政治意见，“老实讲，在我心里面是非常厌恶”[27][28]。
- 前总统陈水扁透过《新勇哥物语》宣传东奥正名公投的联署，并批评现任总统蔡英文和民进党对东奥正名公投未能全力支持是“一大憾事”。[29]
- 2018年10月18日，美麗島電子報董事長吳子嘉对东奥正名公投不以為然，他在年代新聞台政論節目《新聞面對面》說：「政權都垮了，還管你東奧正名？」[30][31]
- 2018年10月18日，現役網球選手莊吉生錄影聲援正名公投，該影片由Facebook粉絲專頁進擊的台灣隊上傳。他表示：「台灣就是台灣，不是中華台北！讓世界聽到台灣想要正名的聲音，11/24大家要出來投票，台灣加油！」[32]
- 2018年11月7日，游泳國手丁聖祐在臉書發文表示，「東京奧運台灣正名連署成功跟奧會申請，申請沒過也就繼續用原名而已，到底在緊張什麼？」她強調，東奧正名公投不會害選手不能比賽，且「台灣叫什麼名字」從來就不只是選手的議題、而是全台灣人的議題。[33]
- 2018年11月16日，中華奧林匹克委員會發表聲明，稱將以維護台灣運動員參賽權益為最高原則，堅決反對此次正名公投。該會稱，國際奧委會早於2018年5月4日發函，明確表示不予核准中華奧會更名；如果東奧正名公投通過，國際奧委會可能會以「政治干涉體育」為由撤銷中華奧會的會員資格，危及台灣運動員參賽權益。[34]
- 2018年11月21日，許多運動員在前中華奧林匹克委員會主席蔡辰威、中華民國田徑協會等組織的陪同下，於記者會上公開表態不同意東奧正名公投。其中，運動員楊俊瀚表示「公投是很民主的方式，但是運動員的心聲也是需要被尊重的」，且表達自己站出來完全是出自於自身意願。針對楊俊瀚等運動員的表態，《自由時報電子報》報導，支持東奧正名公投的網友批評這些運動員「不愛國」[35]，並認為應稱呼反對此公投案的運動員為「中國臺北運動員」，建議周天成、郭婞淳、鄭兆村、楊俊瀚等運動員應趕快歸化中華人民共和國、代表中國隊出賽[36]。
- 2018年11月28日，民間全民電視公司董事長兼喜樂島聯盟總召集人郭倍宏上民視台灣台政論節目《新聞大解讀》，說：「東奧正名公投得476萬票。你知道民進黨這次六都候選人全部得幾票？是480幾萬票，其實跟東奧正名支持票沒有差很多。」[37]朱孟庠抨擊，民進黨與東奧正名公投切割，2018年九合一選舉民進黨各場造勢晚會絕口不提東奧正名公投，蔡英文政府必須概括承受東奧正名公投的潰敗，但她認為「東奧正名公投沒過，不能單向解讀為對中國的認同大於台灣，因為影響因素太複雜了」、「在險惡的環境下，476萬堅定的本土票已屬不易」[38]。
- 2018年12月12日，國立臺北藝術大學退休教授楊其文表示，台獨人士彭明敏於2017年撰文〈尊嚴與「光榮的孤立」〉，提出三點呼籲：若國際組織不接受以「台灣」為名，為了尊嚴，台灣應予抵制、不參加，一些利惠應該犧牲；所謂「能見度」，不值得台灣犧牲尊嚴去追求；如果台灣因而「孤立」，即是「光榮的孤立」。楊其文表示，彭明敏「理性耿直的真知灼見」，對照民進黨在東奧正名公投的懦弱怯步，高下立判[39]。
- 2019年1月31日，喜樂島聯盟發表聲明，認為在民進黨及國民黨共同反對下，東奧正名公投依然得到476萬票同意票，可見仍有非常多數台灣人堅持要向世界表明「台灣要成為一個正常化主權獨立國家」的願望與決心[40]。
- 2021年8月3日，台灣民眾黨發言人楊寶楨在Facebook表示，「民進黨最愛操弄意識形態吸選票，但每次談到相關議題都愛打假球，比如東奧正名公投、護照/華航正名等。民進黨賣『芒果乾』（亡國感）還能暢銷多久，就繼續看下去。」[41]

### 中国大陆
- 2018年5月30日，国务院台湾事务办公室例行新闻发布会上，发言人安峰山表示，在奥运模式下，台湾运动员能够参加奥运会等国际赛事，在比赛中取得成绩是“两岸全体中国人的骄傲”；东奥正名公投只是为了满足台湾岛内极少数台独分子，“损害的是广大台湾同胞的利益，牺牲的是台湾体育健儿的竞技机会。”[42]
- 2018年6月13日，国台办例行新闻发布会上，发言人马晓光称，民进党当局不思悔改，继续煽动民粹，操弄公投，蓄意挑衅一个中国原则，肆意破坏两岸关系和平稳定，这种玩火行为必将自食恶果[43]。11月25日，马晓光表示，东奥正名公投遭到挫败，说明拿台湾运动员的利益做赌注不得人心，搞台独注定失败[44]。
- 2018年7月27日，《环球时报》驻台北特约记者李名评论东奥正名公投时，引用纪政曾经说过的话“我的皮肤是中国人的、眼睛是中国人的、全身无处不是中国人的，我要永远做中国人”，讽刺纪政被政治扭曲了良心、不顾台湾现役运动员的利益。[45]

### 国际奥委会
- 国际奥委会执行委员会于2018年5月2日的会议上讨论了东奥正名公投，并于5月4日将“不会核准名称变动”的决议以正式信函通知中华奥会[34]。中华奥会秘书长沈依婷回复国际奥委会，称东奥正名公投乃民间采取合法管道发起，中华奥会与政府在之中没有扮演任何角色。[46][47]
- 2018年5月18日，国际奥委会执委会委员吴经国在接受采访时表示，应当尊重当年签署下的《洛桑协议》，并先以保障运动员参赛机会为首要考量。[48]
- 2018年8月，国际奥委会主席托马斯·巴赫以及亚洲奥会主席阿罕默德亲王（Ahmed Al-Fahad Al-Ahmed Al-Sabah）表示，关切东奥正名公投的后续发展，“希望中华台北能努力留在国际奥委会的大家庭中”[49]。
- 2018年10月16日，国际奥委会以邮件向中华奥会询问东奥正名公投状况，再次表明“不予核准任何中华奥会名称的改变”[49]。

### 其他
- 日本：2018年10月31日，东京奥组委“副主席兼主席特别代表”远藤利明取消其对中华台北奥委会的访问，临时改派级别较低且并不具政治身份的代表赴台访问[50]。
- 美国：2018年11月5日，蔡英文接見美國在台協會主席莫健。事後，蔡英文在她與台獨大老的餐會中說，莫健關心台灣推動東奧正名公投一事，美國政府對此幫不上忙，中华人民共和国政府可能藉此將台灣踢出國際奧委會；美國幫不上忙的主要原因是，「托马斯·巴赫是國際奧委會歷任主席裡面比較親中的，國際奧委會裡面有很多親中的小國」[51]。前中華民國總統府發言人陳以信認為，這是一個「客氣」的說法，實質就是美國不支持公投這件事情，原因：如果這項公投獲得通過，會被視為台灣主動挑釁中國大陸，蔡英文維持台海現狀的承諾就會受到質疑，美國的政策也會被挑戰[52]。

## 影响

### 台中被取消东亚青运会主办权
2018年7月24日，东亚奥林匹克委员会协会理事会在北京召开临时理事会，会议经过讨论认为台湾民间正推动的东京奥运正名公投会让东亚青年运动会面临“政治风险”以及“政治干扰”，及被认为是“公然挑战奥会模式”，最终以7票赞成、1票反对及1票弃权取消了台中市2019年东亚青年运动会的主办权。
2018年7月25日，中华民国总统兼民进党主席蔡英文在民进党中常会上强调，这件事情没有蓝绿、不分党派，她要呼吁国人，一起当台中市政府和中华奥会的后盾，为认真准备的选手讨公道，不要让他们苦练的汗水白流。受到台中被取消东亚青运主办权的影响，东奥正名公投的联署人数有暴增的趋势，沈清楷笑說「很謝謝他們幫我們助攻」。

### 台獨吉娃娃
東奧正名公投被否決後，覺醒青年不斷在批踢踢以「中國台北」、「中國台灣」、「中國台中」、「中國高雄」等字眼瘋狂洗版，遭批踢踢鄉民發文批評是台獨吉娃娃。
2018年12月27日，名嘴李正皓表示，蔡英文政府執政三年來，各家民調顯示支持台獨的比例減少，東奧正名公投未過關，連國台辦都重提久未公開宣示的一中各表；這都顯示蔡英文的無能，河東到河西不用十年。李正皓諷刺蔡英文，「看了國台辦的回應，我真心覺得：如果過去獨派戲稱馬英九是『台獨教父』，那如今蔡英文就是真正的『統一教母』」，「沒有蔡英文的執政，我相信台灣的民意反轉絕對不可能如此之快」。
2019年8月11日，無黨籍台北市議員「呱吉」邱威傑表示，東奧正名運動是他「看清台派嘴臉」的時刻，「他們就是一群不想成事、只想逞口舌之快的蠢蛋」，「他們每天罵的結果，只是造成社會的對立，每個人都在同溫層自high」。
2020年5月20日，前太陽花學運人士「妖西」劉敬文表示，對於修憲或制憲、台灣正名、司法改革、轉型正義等議題，「不用期待民進黨了」。2021年7月9日，台灣民族黨總顧問劉重義批評，民進黨不但沒有推動台獨的意願，反而強力阻止台灣民間推動對台獨有利的活動，「這種無民族尊嚴的台灣本土政黨，會將台灣帶上南越的死路」。
2023年3月21日，國立中山大學退休教授暨前建國黨決策委員陳茂雄說，從革命政黨轉型為民主政黨的民進黨進入中華民國體制爭取政權，不只不可能驅逐中華民國，連正名制憲都不可能，因為此舉將妨礙其執政；因而發表《台灣前途決議文》，將台澎金馬劃歸中華民國，且默認中華人民共和國是一個國家、中華民國與中華人民共和國都是中國，因而形成兩個中國。陳茂雄說，台獨是主張台灣是一個道地的本土化國家，「至於有幾個中國，與台灣無關」；今日的民進黨已走兩個中國的路線，台獨對它來說的確是假議題。

### 喜樂島聯盟萎縮
2019年2月20日，台灣憲法學會副秘書長林青昭批評，台獨聯盟與許多台獨支持者以東奧正名公投未過關、「避免親中勢力復辟，方能進一步推展獨立建國工程」等理由，宣布將與喜樂島聯盟劃清界線、公開支持已在2018年10月24日「對台灣獨立建國陣營做出過河拆橋作為」的民進黨。
2019年8月19日，喜樂島聯盟副主席施正鋒指出，喜樂島聯盟會在2020年中華民國總統選舉自己推出總統候選人，不是反蔡英文，而是蔡英文「打壓東奧正名、實質沒收人民公投權、懼怕制憲正名、反對獨立建國」。2019年10月18日，前中華民國國防部部長蔡明憲發表〈致蔡英文總統公開信〉抨擊，蔡英文未曾解釋為何反對東奧正名公投，甚至直接在2017年《公民投票法》修正案中拿掉公投正名制憲「人民作主」的公投精神，「所以蔡英文連任會比較顧台灣主權嗎？這是台灣本土派及海外台灣人對蔡英文最大的失望與疑慮」。

### 2024年奧運公投正名
2021年7月27日，隨東京奧運賽事進行，紀政表示，日本人的正名舉動讓台灣民眾感到相當暖心，2022年她將發起「2024年巴黎奧運正名公投」。2021年8月，國民黨台北市議員羅智強表示，紀政的信念一路走來始終如一，他不會苛責紀政推動奧運正名；民進黨與蔡英文在野時天天喊台灣正名，執政時就縮起來當烏龜、還派出發言人扣帽子稱喊「中華隊加油」的人「不愛台灣」，令他瞧不起。中華奧林匹克之友協會常務監事劉耀東表示，如果要正名，中華奧會必須先退出國際奧會、再以「台灣」名義重新申請加入，但複雜的國際現實會讓正名程序產生很多不確定性，可能影響台灣運動員參賽權。淡江大學國際事務與戰略研究所副教授黃介正表示，國際社會不會不知道台灣的存在，台灣以中華台北名義參加奧運並無不妥，「台北」二字還有強調台灣首都之意；如果正名，反而會像香港一樣，被中華人民共和國政府曲解成「中國台灣地區」。立法院院長游錫堃接受風傳媒專訪時表示，奧運正名公投要推，但前提是要兼顧選手權利，「不要被中共阻擾不能參加奧運，這對選手、對國家來說是最重要的事情；因為要參與，才可以讓國際看到『台灣』這個名字、這個地方」。
2021年11月15日，黃梓豪領銜提出「你是否同意以『台灣』（Taiwan）為全名申請參加所有國際運動賽事及2024年巴黎奧運？」全國性公民投票案至中選會。此案經中選會在2022年2月17日舉行聽證會後，中選會於3月18日要求限期補正。此案必須依法補正的理由為聽證會與會代表提出多項事證與法定理由，和東奧公投案相較之下，客觀事實基礎已有不同。其中一項主要論點為中華奧林匹克委員會並非政府機關，若針對非政府組織作為公投標的，即便投票通過亦無法律上之拘束力，僅作為「諮詢性公投」並不是公投法規定的適格公投事項。最終該公投提案因屆期未補正，經委員會審議後，決議依法予以駁回。
2024年8月28日，前教育部體育署署長張少熙說，其實「用什麼名稱」不重要，「重點是要讓世界看見台灣。台灣走出去，世界走進來，會看不見『台灣』嗎？」

## 外部連結
中央選舉委員會公民投票案提案
- 紀政領銜提出「你是否同意，以『台灣』（Taiwan）為全名申請參加所有國際運動賽事及2020年東京奧運？」全國性公民投票案 （页面存档备份，存于）（2018年）
- 黃梓豪領銜提出之「你是否同意以『台灣』（Taiwan）為全名申請參加所有國際運動賽事及2024年巴黎奧運？」 （页面存档备份，存于）（2021年）